# ديفيد إدوارد جاكسون
ديفيد إدوارد جاكسون (بالإنجليزية: David Edward Jackson)‏ هو مستكشف أمريكي، ولد في 1788 في مقاطعة راندولف في الولايات المتحدة، وتوفي في 24 ديسمبر 1837 في باريس في الولايات المتحدة بسبب حمى التيفوئيد.